# Johann Gottlieb Wilhelm von Manstein
Johann Gottlieb Wilhelm von Manstein (* 16. Oktober 1729 in Juckstein, Kreis Ragnit; † 26. August 1800 in Oppeln) war ein preußischer General.

## Leben
Seine Eltern waren Hauptmann Friedrich Wilhelm von Manstein (* 1663; † 10. August 1741) und dessen dritte Frau Katharina Elisabeth, geborene von Geßler (* 1685). Sein älterer Bruder war der spätere General Leopold Sebastian von Manstein (1717–1806).
Im Jahre 1737 wurde Johann Gottlieb Page bei seinem Onkel Graf Friedrich Leopold von Geßler. Dieser war preußischer Oberst und Chef des Kürassier-Regiments „von Blankensee“ in Mohrungen.  König Friedrich II. zog Geßler in den Monaten Oktober und November 1740 in seine unmittelbare Umgebung nach Rheinsberg und Berlin und betraute ihn im Ersten Schlesischen Krieg mit wichtigen Kommandos, wie in der Schlacht bei Chotusitz.
Manstein trat 1744 als Kornett in ein kursächsisches Reiterregiment ein, in dessen Reihen er 1745 in der Schlacht bei Kesselsdorf gegen Preußen kämpfte. Im Dragonerregiment „Prinz Albert“ wurde er 1750 Premierlieutenant, 1756 Rittmeister und nahm am Siebenjährigen Krieg an den Schlachten Kolin, Breslau, Leuthen, Torgau und Freiberg teil. Zudem war 1757 bei der Belagerung von Schweidnitz und der Einnahme von Breslau dabei. Am 18. Mai 1763 wurde er sächsischer Major.
Auf Empfehlung seines Bruders ersuchte Manstein 1777 bei König Friedrich II. um Anstellung in der preußischen Armee. Der König lud ihn freundlich nach Potsdam ein, worauf Manstein im Dezember aus der sächsischen Armee aus- und am 5. Januar 1778  in die preußische eintrat. Sein Patent datierte der König auf den 18. Mai 1763 zurück, wodurch er Manstein zum ältesten Major der Kavallerie machte. Im April 1778 erhielt er eine Kompanie im Kürassierregiment „von Dalwig“ (Nr. 12), mit der er 1778/1779 in den Bayerischen Erbfolgekrieg zog. Er wurde 1780 Oberstleutnant und 1783 Oberst. Am 24. Mai 1787 ernannte ihn König Friedrich Wilhelm II. zum Generalmajor, am 14. Oktober 1787 zum Chef des bisherigen Kürassierregiments „von Braunschweig“ und 1790 zum Generalleutnant. Als solcher kommandierte er 1794 bei der Niederschlagung des Kościuszko-Aufstands einen Truppenverband. Friedrich Wilhelm II. tadelte ihn, weil er durch Unvorsichtigkeit den Aufständischen bei Raszyn Gelegenheit zu einem Überfall gegeben hatte.
Im Januar 1797 erhielt Manstein seinen Abschied aus der preußischen Armee und blieb in Oppeln, wo er am 26. August 1800 starb.

## Familie
Manstein war in erster Ehe mit Philippine Charlotte von Normann (* 3. August 1745; † 1782) aus dem Haus Illmersdorf aus der Niederlausitz und in zweiter Ehe 1792 mit Helene Josepha von Skrbensky (* 22. Juni 1765; † 15. November 1793) aus dem Hause Goldmannsdorf in Oberschlesien verheiratet. Sie starb nach der Geburt des Sohns Franz Wilhelm Gustav Rudolf am 4. Oktober 1793 in Oppeln.